# Caloptilia chalcoptera
Caloptilia chalcoptera är en fjärilsart som först beskrevs av Edward Meyrick 1880.  Caloptilia chalcoptera ingår i släktet Caloptilia och familjen styltmalar. Inga underarter finns listade i Catalogue of Life.